# Fame (film, 1980)
Pour les articles homonymes, voir Fame.
Pour plus de détails, voir Fiche technique et Distribution.
Fame est un film musical américain réalisé par Alan Parker, sorti en 1980. Il raconte le quotidien d'élèves de la High School of Performing Arts, une école artistique de New York.
Le film est un succès commercial, ainsi que la bande originale qui l'accompagne et particulièrement la chanson Fame, interprétée par Irene Cara. Une série télévisée, une comédie musicale et un remake sont plus tard développés à sa suite.

## Synopsis
Huit nouveaux élèves viennent de réussir l'examen d'entrée de la célèbre et très sélecte High School of Performing Arts de New York : Bruno (dans la section musique), Leroy, Coco, Lisa et Hilary (cours de danse) et Montgomery, Ralph et Doris (dans la section comédie). Au bout des quatre années que dure la formation, Coco finit actrice de films pour adultes tandis qu'Hillary, enceinte, doit avorter.

## Fiche technique
- Titre français et original : Fame
- Titre québécois : La fièvre des planches[2]
- Réalisation : Alan Parker
- Scénario : Christopher Gore
- Direction artistique : Ed Wittstein
- Décors : Geoffrey Kirkland
- Costumes : Kristi Zea, assistée d'Ellen Mirojnick
- Photographie : Michael Seresin
- Montage : Gerry Hambling
- Musique : Michael Gore
- Chorégraphie : Louis Falco
- Production : Alan Marshall et David De Silva
- Société de production : Metro Goldwyn Mayer
- Sociétés de distribution : Metro Goldwyn Mayer / United Artists (États-Unis)
- Pays de production : États-Unis
- Langue originale : anglais
- Budget : 8,5 millions de dollars[3]
- Format : Couleurs - 35 mm - 1,85:1 - son Dolby
- Genre : Drame, film musical, teen movie
- Durée : 134 minutes
- Dates de sortie[2] :
  - États-Unis : 16 mai 1980
  - France : 10 septembre 1980
- Affiche : Bill Gold (États-Unis)

## Distribution
- Irene Cara  (VF : Marie-Christine Darah) : Coco Hernandez
- Lee Curreri  (VF : Thierry Bourdon) : Bruno Martelli
- Laura Dean  (VF : Séverine Morisot) : Lisa Monroe
- Antonia Franceschi (VF : Annie Sinigalia) : Hilary van Doren
- Boyd Gaines (VF : Patrick Fierry) : Michael
- Albert Hague (VF : Louis Arbessier) : Benjamin Shorofsky, le prof de musique
- Tresa Hughes (VF : Paule Emanuele) : Naomi Finsecker
- Steve Inwood (en)  (VF : Jean Barney) : François Lafete (Francisco Laferia en VF[4])
- Paul McCrane  (VF : Gilles Tamiz) : Montgomery MacNeil
- Anne Meara (VF : Jacqueline Porel) : Barbara Sherwood, la prof de littérature
- Joanna Merlin (VF : Évelyne Séléna) : Miss Berg, la prof de danse
- Barry Miller (VF : Marc François) : Ralph Garcey
- Jim Moody (VF : Sady Rebbot) : M. Farrell, le prof d'expression
- Gene Anthony Ray (VF : Patrick Poivey) : Leroy Johnson (Larry Johnson en VF)
- Maureen Teefy  (VF : Catherine Lafond) : Doris Finsecker
- Eddie Barth (VF : Jacques Ferrière) : Angelo Martelli, le père de Bruno
- Ray Ramirez (VF : Hubert Noël) : le père Morales
- Nicholas Bunin (VF : Denis Boileau) : Bunsky (Brownsky en VF)
- Carol Massenburg (VF : Michèle Bardollet) : Shirley
- Richard Belzer (VF : Jacques Thébault) : M. C.
- Holland Taylor : Claudia van Doren
- Debbie Allen : Lydia Grant[5] (lors des auditions de danse)
- Meg Tilly : la danseuse principale

Lors de la projection de The Rocky Horror Picture Show
- Susan Sarandon (VF : Béatrice Delfe) : Janet Weiss (cameo)
- Barry Bostwick (VF : Jean Roche) : Brad Majors (cameo)
- Sal Piro (VF : Maurice Risch) : lui-même (présentateur de la séance)

## Production

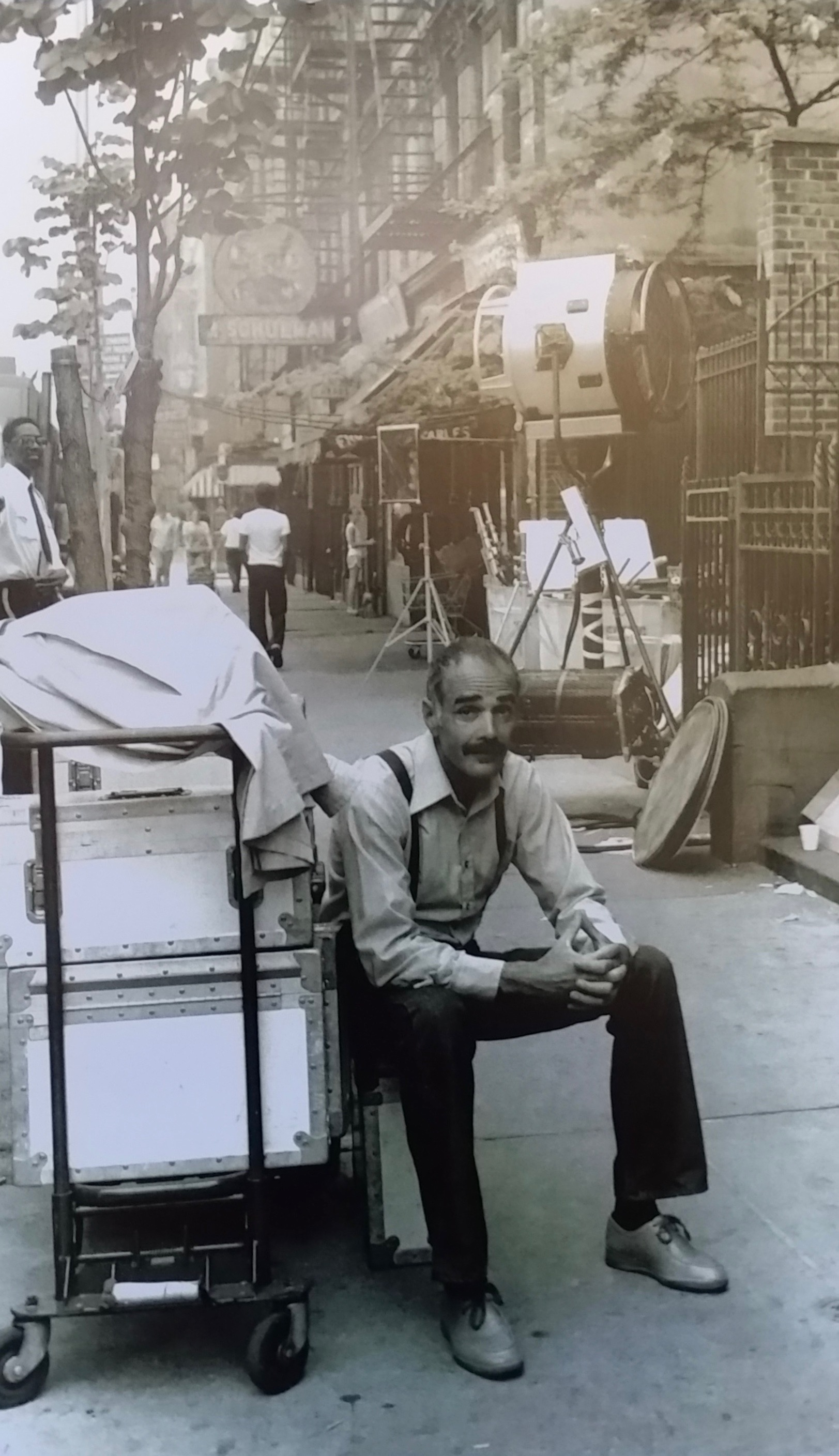
David De Silva, sur le tournage du film

### Genèse et développement
En 1976, l'agent artistique David De Silva (en) assiste à une représentation de la comédie musicale A Chorus Line. Il est notamment interpellé par la chanson Nothing, qui parle notamment de la High School of Performing Arts. Cela l'inspire pour créer une intrigue sur l'ambition et les déceptions des étudiants et élèves de filiales artistiques. En 1977, David De Silva est en Floride, où il rencontre le scénariste Christopher Gore. Il le paie 5 000 $ pour écrire une première ébauche, alors intitulée Hot Lunch. David De Silva propose le projet à la Metro-Goldwyn-Mayer, qui achète le script 400 000 $.
Le réalisateur britannique Alan Parker reçoit le script peu après la sortie de Midnight Express (1978),. Il rencontre David De Silva à Manhattan. Il est alors accepté qu'Alan Parker pourra réécrire le script, laissant toutefois les crédits de scénariste seulement à Christopher Gore. Alan Parker fait par ailleurs appel à Alan Marshall, producteur de ses deux précédents films, Du rififi chez les mômes (1976) et Midnight Express (1978). Christopher Gore se rend ensuite à Londres, où il élabore une seconde version du script avec Alan Parker. Cette nouvelle version sera plus sombre que l'intrigue d'origine.
Durant le développement du script, Alan Parker est souvent en contact avec des élèves de l'école. Il est même invité à une projection midnight du film culte The Rocky Horror Picture Show (1975). Cela va inspirer une des scènes du film,,. En cherchant des jeunes talents pour le film, Margery Simkin, la directrice de casting, prend contact avec Sal Piro, le président du fan-club du film, qui anime les projections à New York. Elle assiste à une de ces séances avec Parker, qui décide alors d'inclure une scène se passant durant une projection midnight : Doris montera sur scène pour danser le time-warp, et Sal Piro jouera son propre rôle.

### Origine du titre
Durant la production, Alan Parker découvre sur la 42e rue qu'un film pornographique est également intitulé Hot Lunch. Il est de plus informé que le terme peut désigner en argot une fellation. Alors que la MGM propose plusieurs autres titres, Parker choisit Fame après la chanson du même nom de David Bowie sortie en 1975,. Il dira plus tard qu'il trouve ce titre très ironique, étant donné que le film parle avant tout des échecs et peu de célébrité.

### Attribution des rôles
La plupart des acteurs choisis sont des inconnus. Certains en revanche n'en sont pas à leur première apparition au cinéma. Citons Paul McCrane qui est apparu dans Rocky 2 (1979) aux côtés de Sylvester Stallone, Barry Miller qui jouait un des copains de John Travolta dans La Fièvre du samedi soir (1977), ou encore Antonia Franceschi qui a fait de la figuration dans le film Grease (1978).
Albert Hague était réellement professeur à l'école du film lorsqu'il s'est vu proposer le rôle du professeur Benjamin Shorofsky. Ce rôle, qu'il reprendra dans la série télévisée, a relancé sa carrière. Ironiquement, il est un des rares acteurs du film (ou de la série) à qui Fame a apporté une véritable renommée.
Tom Cruise, Patrick Swayze ou encore Michelle Pfeiffer ont été envisagé pour différents rôles. Emilio Estevez a auditioné pour le rôle de Montgomery MacNeil. Madonna a quant à elle fait des essais filmés pour le film. Finalement non retenue, elle travaillera plus tard avec Alan Parker pour Evita (1996).

### Tournage
Le tournage a lieu à l'été 1979. Il se déroule à New York. Ne pouvant filmer dans la véritable High School of Performing Arts, la production utilise pour les plans extérieurs l'église, alors abandonnée, Church of Saint Mary the Virgin. Les intérieurs de l'école sont tournés dans le Performance Space 122 et dans la Haaren High School (en). Des scènes sont tournées dans d'autres lieux de Manhattan, notamment sur Times Square.
Alan Parker fait appel à Garrett Brown, inventeur du Steadicam, pour filmer la scène de dialogue entre Doris et Ralph dans une station du métro de New York.

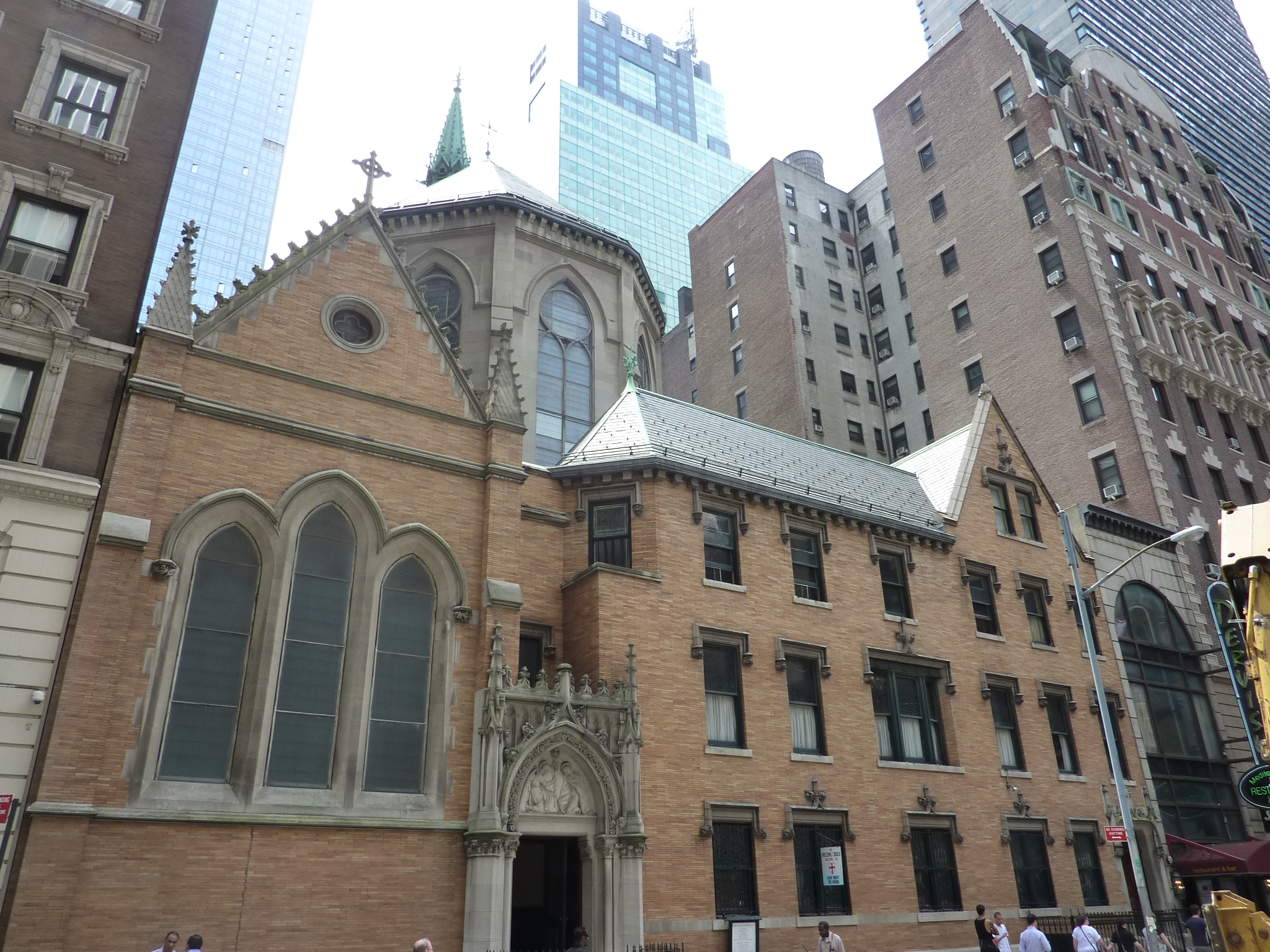
L'église St. Mary the Virgin.
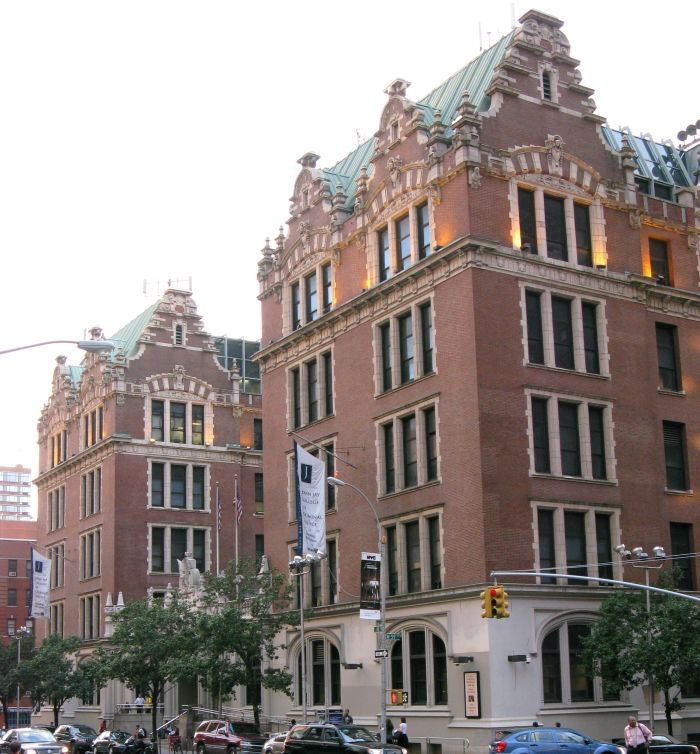
Haaren High School.
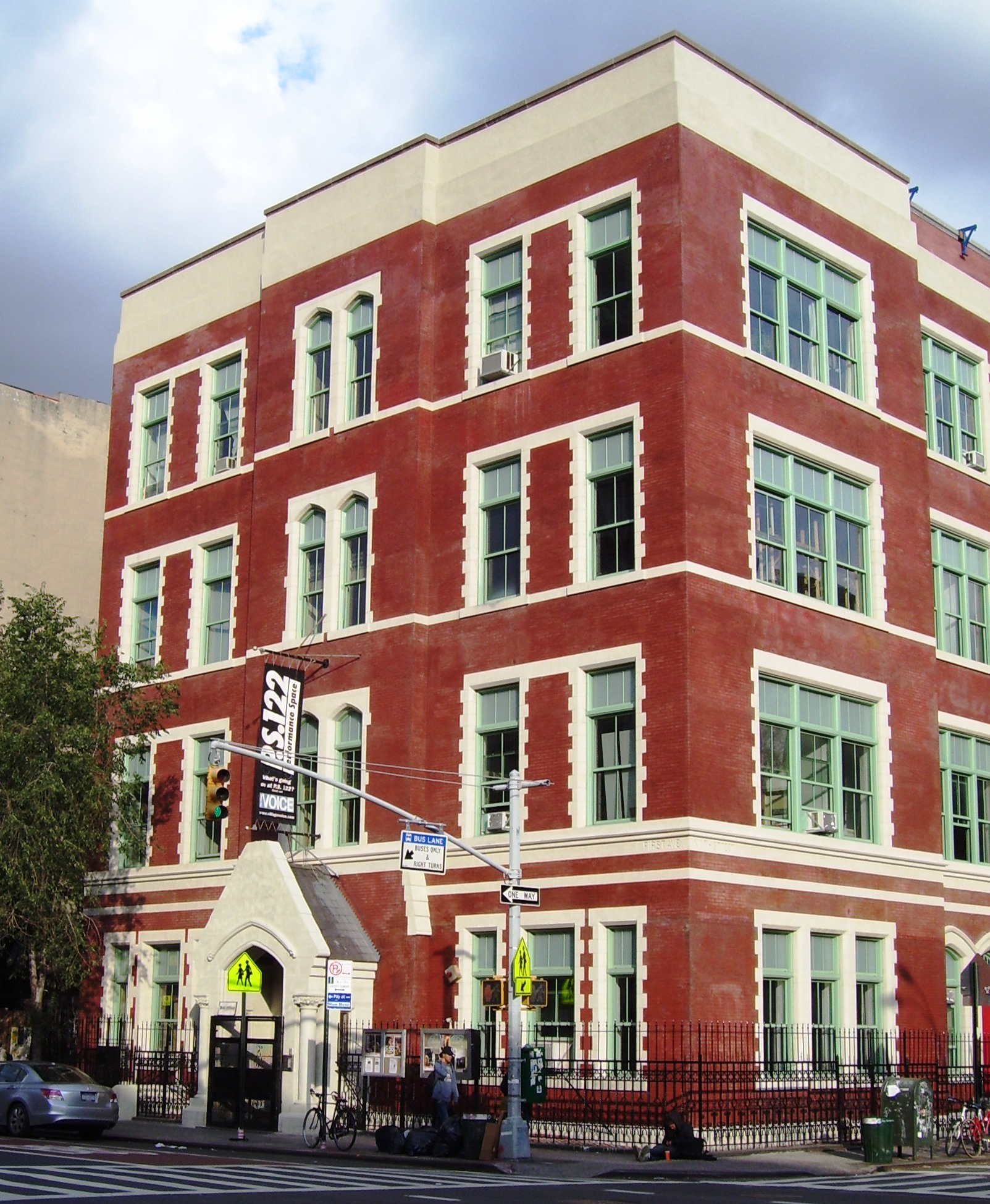
Performance Space 122.

## Bande originale
Singles
1. Fame
Sortie : 1980
2. Out Here on My Own
Sortie : 1980

La bande originale est composée par Michael Gore. Il remporte l'Oscar de la meilleure partition originale. Fame est le premier film à avoir deux chansons différentes nommées à l'Oscar de la meilleure chanson originale, Fame et Out Here on My Own. Le prix est finalement décerné à Fame.
L'album et les singles sont des succès. Aux États-Unis, la chanson Fame se classe 4e du Billboard Hot 100 alors que l'album est 7e au Billboard 200. La chanson Fame est un succès au Royaume-Uni, où elle sera 3 semaines à la tête du classement UK Singles Chart. Elle restera 16 semaines dans ce classement et sera la seconde meilleure vente de singles de 1982 au Royaume-Uni. Le second single, Out Here on My Own, se classe 19e du on the Billboard Hot 100. Il n'atteindra que la 58e place du UK Singles Chart.
| Liste des titres de l'édition originale 33T et K7 | Liste des titres de l'édition originale 33T et K7 | Liste des titres de l'édition originale 33T et K7 | Liste des titres de l'édition originale 33T et K7                     | Liste des titres de l'édition originale 33T et K7 | Liste des titres de l'édition originale 33T et K7 | Liste des titres de l'édition originale 33T et K7 | Liste des titres de l'édition originale 33T et K7 | Liste des titres de l'édition originale 33T et K7 | Liste des titres de l'édition originale 33T et K7 |
| No                                                | Titre                                             | Auteur                                            | Interprètes                                                           | Durée                                             |                                                   |                                                   |                                                   |                                                   |                                                   |
| ------------------------------------------------- | ------------------------------------------------- | ------------------------------------------------- | --------------------------------------------------------------------- | ------------------------------------------------- | ------------------------------------------------- | ------------------------------------------------- | ------------------------------------------------- | ------------------------------------------------- | ------------------------------------------------- |
| 1.                                                | Fame                                              | Michael Gore, Dean Pitchford                      | Irene Cara                                                            | 5:14                                              |                                                   |                                                   |                                                   |                                                   |                                                   |
| 2.                                                | Out Here on My Own                                | Michael Gore, Lesley Gore                         | Irene Cara                                                            | 3:11                                              |                                                   |                                                   |                                                   |                                                   |                                                   |
| 3.                                                | Hot Lunch Jam                                     | Michael Gore, Lesley Gore, Robert F. Colesberry   | Irene Cara                                                            | 4:10                                              |                                                   |                                                   |                                                   |                                                   |                                                   |
| 4.                                                | Dogs in the Yard                                  | Dominic Bugatti, Frank Musker                     | Paul McCrane                                                          | 3:13                                              |                                                   |                                                   |                                                   |                                                   |                                                   |
| 5.                                                | Red Light                                         | Michael Gore, Dean Pitchford                      | Linda Clifford                                                        | 6:10                                              |                                                   |                                                   |                                                   |                                                   |                                                   |
| 6.                                                | Is It Okay If I Call You Mine?                    | Paul McCrane                                      | Paul McCrane                                                          | 2:40                                              |                                                   |                                                   |                                                   |                                                   |                                                   |
| 7.                                                | Never Alone                                       | Anthony Evans                                     | Contemporary Gospel Chorus of the High School of Music and Art        | 3:23                                              |                                                   |                                                   |                                                   |                                                   |                                                   |
| 8.                                                | Ralph and Monty (Dressing Room Piano)             | Michael Gore                                      | Michael Gore                                                          | 1:49                                              |                                                   |                                                   |                                                   |                                                   |                                                   |
| 9.                                                | I Sing the Body Electric                          | Michael Gore, Dean Pitchford                      | Laura Dean, Irene Cara, Paul McCrane, Traci Parnell, Eric Brockington | 4:59                                              |                                                   |                                                   |                                                   |                                                   |                                                   |
| 34:49                                             |                                                   |                                                   |                                                                       |                                                   |                                                   |                                                   |                                                   |                                                   |                                                   |

| Titres bonus de la réédition de 2012 | Titres bonus de la réédition de 2012 | Titres bonus de la réédition de 2012 | Titres bonus de la réédition de 2012 | Titres bonus de la réédition de 2012 | Titres bonus de la réédition de 2012 | Titres bonus de la réédition de 2012 | Titres bonus de la réédition de 2012 | Titres bonus de la réédition de 2012 | Titres bonus de la réédition de 2012 |
| No                                   | Titre                                | Auteur                               | Interprètes                          | Durée                                |                                      |                                      |                                      |                                      |                                      |
| ------------------------------------ | ------------------------------------ | ------------------------------------ | ------------------------------------ | ------------------------------------ | ------------------------------------ | ------------------------------------ | ------------------------------------ | ------------------------------------ | ------------------------------------ |
| 10.                                  | Miles From Here (inédit)             | Michael Gore, Dean Pitchford         | Paul McCrane                         | 3:01                                 |                                      |                                      |                                      |                                      |                                      |
| 11.                                  | Out Here On My Own (instrumentale)   | Michael Gore, Lesley Gore            | Michael Gore                         | 3:12                                 |                                      |                                      |                                      |                                      |                                      |
| 12.                                  | Fame (instrumentale)                 | Michael Gore, Dean Pitchford         | Michael Gore                         | 5:21                                 |                                      |                                      |                                      |                                      |                                      |
| 46:23                                |                                      |                                      |                                      |                                      |                                      |                                      |                                      |                                      |                                      |

## Accueil
Le film reçoit des critiques plutôt positives. Sur l'agrégateur américain Rotten Tomatoes, il reçoit 84 % d'opinions favorables pour 31 critiques et une note moyenne de 7,21⁄10. Sur Metacritic, il obtient une note moyenne de 58⁄100 pour 12 critiques.
Le film est un succès au box-office avec une recette de 21 202 829 $ rien que sur le sol américain. En France, Fame attire 1 638 000 spectateurs en salles. Il est le 20e meilleur film au box-office annuel français.

## Distinctions principales

### Récompenses
- Oscars 1980 : meilleure musique de film pour Michael Gore et meilleure chanson originale pour Fame[20]
- BAFTA 1981 : meilleur son
- Golden Globes 1981 : meilleure chanson originale pour Fame

### Nominations
- Oscars 1980 : meilleur montage pour Gerry Hambling, meilleure chanson pour Out Here on My Own, meilleur son, meilleur scénario original pour Christopher Gore
- BAFTA 1981 : meilleure musique de film pour Michael Gore, meilleur réalisateur pour Alan Parker, meilleur montage pour Gerry Hambling
- César 1981 : meilleur film étranger
- Golden Globes 1981 : meilleur film musical ou de comédie, meilleure actrice dans un film musical ou une comédie pour Irene Cara, meilleure musique de film pour Michael Gore
- Grammy Awards 1981 : meilleur album de musique originale écrite pour le cinéma ou la télévision

## Postérité
Le film a inspiré une série télévisée (1982-1987). Seuls Gene Anthony Ray, Lee Curreri, Albert Hague et Debbie Allen y reprendront leur rôle. Une comédie musicale intitulée Fame – the Musical est montée dès 1988, au Coconut Grove Playhouse (en) de Miami.
En 2003, MGM Television produit une émission de téléréalité/télé-crochet intitulée Fame, pour surfer sur le succès d’American Idol. L'émission est diffusée à l'été 2003 sur NBC. Elle est notamment présentée par Debbie Allen, qui joue dans le film et dans la série.
Un remake du film, sorti en 2009, est réalisé par Kevin Tancharoen. Debbie Allen y incarne cette fois la proviseure Simms.

## Autour du film
- Le personnage de M. C. joué par Richard Belzer, reviendra dans un autre film : Scarface.